# Sa (símbolo)
| V17 |

| V17 |

Sa (en transliteración jeroglífica:  sȝ) también conocido como lazo sa o amuleto sa es un símbolo del Antiguo Egipto y un antiguo jeroglífico que significa "protección". El signo tiene el número V17 en la Lista de Gardiner y está asignado a la categoría de "Cuerdas y cestería".

Taueret con el símbolo sa.

El origen del signo y su interpretación no están claros. Probablemente se trate de una estera de juncos o papiros enrollada y atada que se podía transportar y que servía de refugio portátil a modo de cabaña de pastores. También podría interpretarse como una especie de chaleco salvavidas de papiro que llevaban las tripulaciones de los barcos o, simplemente, un nudo. Sus estrías indican que, al principio, se hiciese a base de vegetales o fibras.
Sa es un atributo característico del dios Bes y de la diosa Taueret, ambas, divinidades protectoras del embarazo y el parto. Tanto se encuentra portado por estas divinidades o bien se lleva por sí solo. Al igual que el símbolo anj, el nudo de Isis o el anillo shen, sa es uno de los amuletos de nudo en forma de anillo que se consideran símbolos mágicos de protección.
Como amuleto aparece corrientemente en los marfiles mágicos representado junto a otras imágenes protectoras. Ya desde el Reino Medio se usó en joyería, y en el Imperio Nuevo el signo apareció también en otros diseños ornamentales, solo o acompañado de otros símbolos, como el dyed, el nudo de Isis o el anj.